# پارک مورنینگ ساید (تورنتو)
پارک مورنینگ ساید (انگلیسی: Morningside Park) یک پارک طبیعی تفریحی است که در اسکاربرو، تورنتو، تورنتو، انتاریو، کانادا واقع شده‌است. این بزرگترین پارک شهری تورنتو از نظر مساحت است.